# グループSNE
グループSNE（グループエスエヌイー、登記社名: 株式会社グループエス・エヌ・イー）は安田均が中心になって設立されたクリエーター集団・企業。兵庫県神戸市に本社を置く。テーブルトークRPG（TRPG）・トレーディングカードゲームの制作・翻訳などを行っている。日本のロールプレイングゲームの草分け的存在で、日本国内で最も普及したTRPG『ソード・ワールドRPG』や国産ファンタジーとして有名な『ロードス島戦記』をはじめとして、多くのゲームや小説作品を世に送り出した。
2010年代以降はボードゲーム・カードゲームを数多く出すようになり、2019年にはいち早くマーダーミステリージャンルのゲームを国内に定着化させ、次々と新作を送り出している。
同社に所属する、あるいはしていたクリエイターとしては、水野良・清松みゆき・山本弘・友野詳などが有名。

## 歴史
1980年代初頭、SF小説の翻訳家として活動していた安田均が、海外のSF雑誌に広告が出ていた『ダンジョンズ&ドラゴンズ』と『トラベラー』を取り寄せた。自身の後輩である京都大学SF研究会の学生達（清松も所属）に内容の調査を求め、半年程掛かってロールプレイングゲームの概要を理解した安田はこれを広めようと思い立ち、今度は関西のSF創作サークル「星群の会」（水野、山本弘が所属）にシナリオの作成面でのサポートを求めた。安田をブレイン役として、水野良・山本弘らはSFゲームサークル「シンタックスエラー」を結成。この名称は「文法の間違い」を意味するプログラミング用語「Syntax Error」を指す。
その中からゲームの内容をつかみやすくする紹介記事形式として、実際のプレイ内容を会話形式で再構築する「リプレイ」というアイデアが浮かび、これを「タクテクス」誌18号(1984年11月)に掲載し好評を得たが、「タクテクス」は読み物に力を入れていなかったので、1986年9月、角川書店・月刊「コンプティーク」で『ロードス島戦記リプレイ』（作：安田均とグループSNE）を連載開始した。ここでゲーム史上初めてグループSNEの名前が公になった（SNEは「シンタックスエラー」を詰めた表記）。同名義の書籍は同年10月発売の『モンスター・コレクション ファンタジーRPGの世界』（富士見ドラゴンブック）が初となった。なお、上述のアマチュアサークルは、これら一部メンバーのプロ化に伴う混同を避けるために以後別の名前へと改名して存続する事になった。水野が同サークルの会長を務めていたのは2年ほどであったという。
1986年12月、ゲームブック雑誌「ウォーロック」が社会思想社より創刊。安田均が監修者となる。イギリスのゲームブック雑誌「Warlock」の日本版としてスタートし、後にTRPGを大きく扱うようになり、TRPG雑誌としては日本初の月刊誌となる。同誌には水野良、山本弘、清松みゆき、のちに友野詳らも多数寄稿し、『トンネルズ&トロールズ』の日本語版を手がけるなど、グループSNEが大きく関わる。
1987年10月に株式会社グループ エス・エヌ・イーとして設立。正式に会社となる。
コンプティーク誌上の『ロードス島戦記リプレイ』は1986年9月号～1987年4月号および1987年6月号～1988年7月号の2部に渡って連載。同誌で引き続き展開された『クリスタニア・リプレイ』は1989年11月号～1993年4月号まで、その後媒体を変えながら1998年まで継続。富士見書房刊「ドラゴンマガジン」ではソード・ワールドRPGが展開され、『ソード・ワールドRPGリプレイ第1部』は1988年11月号より開始。これも1997年11月号に『ソード・ワールドRPGリプレイアンマント財宝編』を最後に一時中断されるまで紙面展開が継続された。
1988年4月、小説版の『ロードス島戦記 灰色の魔女』（水野良著、角川書店）を刊行、1990年にはOVA化されるなどブーム的状況となっていく。1992年4月、グループSNE分室を設立。
1997年に水野良はグループSNEから独立。山本弘は1998年に独立。
2013年頃からボードゲームやカードゲームの自社リリースに勢いがつき始め、「キャットアンドチョコレート」「ブラックストーリーズ」「シャドウレイダーズ」「テストプレイなんてしてないよ」等のスマッシュヒットを放つ。
2017年8月、TRPGやボード/カードゲーム等のアナログゲーム全般を取り上げる専門誌『ゲームマスタリーマガジンVOL.01』を、2018年4月から海外TRPGをメインに取り上げる『ウォーロックマガジンVOL.01』を創刊。後にこの2誌は2021年4月に合併し『GMウォーロックVOL.01』として刊行される。
2019年からはマーダーミステリージャンルのゲームも提供し始め、第一作『九頭竜館の殺人』から順調に作品数を増やし続けている。

## 作品一覧

### TRPG・ボードゲーム
翻訳作品
- トンネルズ&トロールズ - 翻訳、解説など
  - ハイパートンネルズ&トロールズ
- バトルテック - 翻訳、解説など
  - 　メックウォリアーRPG
- ダンジョンズ&ドラゴンズ - 翻訳、リプレイ執筆（電撃ゲーム文庫版。ルールサイクロペディアの翻訳）
- ガープス - 翻訳、オリジナルサプリメント制作
  - ガープス・ルナル、ガープス・ユエル シリーズ
  - 妖魔夜行・百鬼夜翔シリーズ
  - リボーン・リバースシリーズ
  - コクーン（ファイブリア）シリーズ
  - ベーシック、魔法大全、マーシャルアーツ第3版 - 翻訳、リプレイ執筆
  - ソーサルカンパニー - リプレイ執筆
- シャドウラン - 翻訳、解説書・リプレイ執筆（以上第2版。第4版の翻訳は朱鷺田祐介）
- テストプレイなんてしてないよ - 翻訳、イラスト追加

原案・原作付作品
- ウィザードリィRPG - コンピュータRPG『ウィザードリィ』をTRPG化したもの
- シルバーレインRPG - トミーウォーカー制作のプレイバイウェブが原作
- エンドブレイカー! - トミーウォーカー制作のプレイバイウェブ原案、TRPG版の制作

オリジナル作品
- ロードス島RPG
- ソード・ワールドRPG
- ソード・ワールド2.0
- クリスタニアRPG
- 央華封神RPG
- 六門世界RPG - TCG『モンスターコレクション』を基にしたRPG
- ゴーストハンターRPG
- ゲヘナ
- サイバーナイトシリーズ - 販売はトンキンハウスから
- デモンパラサイト
- エムブリオマシンRPG
- セイクリッド・ドラグーン
- ダークブレイズ
- ブラックストーリーズ
- 王宮のささやき
- キャットアンドチョコレート
- ゾンビタワー3D
- シャドウレイダーズ
- なかぬき♡パラダイス
- そういうお前はどうなんだ?
- 即身仏になろう!

### マーダーミステリー

#### 「Mystery Party in the Box」シリーズ
- 九頭竜館の殺人
- 何度だって青い月に火を灯した
- 人狼村の祝祭
- ダークユールに贖いを
- 河辺の夜の夢
- あの夏の囚人
- 魔女は黄昏の鐘に消える
- ホワイト・レイヴン、レッド・ダイ
- マーダーミステリー・オブ・ザ・デッド
- 奇想、アムネジア
- 想いは満天の星に
- 最果亭の災禍
- 廃城の錬金術師
- 罪と罰の図書館
- 優しい死神の席
- 誰がために伝書鳩は飛ぶ
- ゲノムの塔
- 死に浸かるワイナリー
- マーダーミステリー：ザ・トリロジー
- 因習村の極光
- マーダーミステリー・オブ・ザ・デッド０
- アルバトロスの黄金の雨
- 〈三月うさぎ〉の鬼探し
- 澪家

#### 「Murder Mystery Mini」シリーズ
- 死体と温泉
- 紫乃淵リライト
- 時をかけるトライアングル
- ウェンディ、大人になって
- ムーンストーン邸殺人事件
- カナリアは歌わない
- 霧落峠
- 京都異世界ツアー
- 別荘殺人
- 週末の殺人鬼
- 最期のソワレ
- ミッシングファイター ～消えた戦闘機の行方～
- 札幌異世界ツアー
- 黒白海路
- 高速深夜便の殺人者
- ケイヴァー ～洞窟の煌めき～
- 霊能力者は幽霊と戯ぶ
- ５人の銀行強盗

### TCG
- モンスターコレクションTCG - 解説本『モンスター・コレクション』を基にしたTCG
- 央華封神TCG - TRPG『央華封神RPG』を基にしたTCG
- マグナ・スペクトラ
- ドレッドノート

### 小説・漫画・アニメ原案
- モンコレキッズ
- アクア・ステップ・アップ

### その他
- 富士見コレクションシリーズ - ファンタジー世界における汎用設定の解説本
  - モンスター・コレクション
  - スペル・コレクション
  - アイテム・コレクション
  - トラップ・コレクション

## クリエイター一覧

### 現在所属しているメンバー （代表的な作品）
- 安田均 - ガープス、マンチキン翻訳
- 清松みゆき - ソードワールドRPG、央華封神RPG
- 友野詳 - ガープス、央華封神(TRPG)、ゲヘナ、シルバーレインRPG、シルバーレインアーリーディズ（小説）
- 加藤ヒロノリ - 央華封神、モンスターコレクションTCG、六門戦記、六門世界RPG、ダークブレイズ
- 北沢慶 - ハイパーT&T、『死霊戦士ギィル・ブレード』、デモンパラサイト、六門世界RPG、ソード・ワールド2.0
- 笠井道子 - 小説翻訳、公式ホームページ担当
- 柘植めぐみ - ガープス、T&T『ドラゴンランス』翻訳、『ミステリアス・キャッツ』（ガープス・パワーアップ）、マンチキン翻訳
- 秋田みやび - ソードワールドRPG、ソード・ワールド2.0
- 川人忠明 - 央華封神TCG、キングズブラッド、ガープス、ソード・ワールド2.0
- 秋口ぎぐる - ゲヘナ、エムブリオマシンRPG
- 杉浦武夫 - モンスターコレクションTCG、六門世界RPG、ダークブレイズ
- 篠谷志乃 - ソードワールドRPG、ゲヘナ、シルバーレインRPG
- 田中公侍 - ゲヘナ、デモンパラサイト、ソード・ワールド2.0
- 藤澤さなえ - ソードワールドRPG、ソード・ワールド2.0、エンドブレイカー!
- 森本有美
- 大井雄紀 - デモンパラサイト
- 河野裕 - 『サクラダリセット』
- ベーテ・有理・黒崎 - ソードワールド2.0
- 河端ジュン一 - エンドブレイカー!
- 黒井龍
- 西岡拓哉
- 伊勢淳三
- こあらだまり
- 石野力

### 過去所属していたメンバー
- 刈谷圭司（社友） - トレインレイダー、マーメイドレインなど
- 佐脇洋平（社友） - ガープスシリーズの翻訳など
- 高山浩 （社友） - ロードス島RPG、ロードス島伝説リプレイなど
- 水野良（社友）
- 村川忍（社友） - SNE内企画立案、編集など。ホビージャパン社の元社員で、RPGマガジン誌編集長から転職。
- 山本弘（社友、2024年3月逝去）
- 合鴨ひろゆき（社友）
- 小川楽喜 - ゲヘナ、百鬼夜翔（小説）など
- 小川直人 - ガープス・コクーンなど
- 北川直 - ストームブリンガー、エルリックなど
- 黒田和人 - ゴーストハンターRPG02、モンコレナイト、メックウォーリア（リプレイ）など
- 三田誠 - モンスターコレクション（小説）など
- 白井英 - ソードワールド（小説）、クリスタニア（小説）など
- 下村家惠子 - ソードワールド（小説、TVゲーム、シナリオ）など
- 宮内さきは - 『ウィズ・ドラゴン』
- 諸星崇 - ガープス・リボーンリバース、『白王烈紀』、ガープス・ソーサルカンパニー、セイクリッド・ドラグーン
- 番棚葵 - エムブリオマシンRPG
- 力造 - デモンパラサイト、セイクリッド・ドラグーン
- 安道やすみち - シルバーレインRPG
- 片山泰宏 - エムブリオマシンRPG
- 田辺あひる - シルバーレインRPG
- 清水一樹 - エンドブレイカー!
- 龍口明眞
- 葛まき
- 江川晃 - シャドウラン、エンドブレイカー!（2010年11月末に逝去）

## 社外の協力者
- 葛西伸哉 - ソードワールド短編「かくもささやかな凱歌」でデビュー。ライトノベル作家。
- 高井信 （社友） - ソードワールド（デュダ・シリーズ小説）、妖魔夜行（小説）など。SF作家。ソードワールドではシリーズ唯一のバッドエンド作品『惨劇は突然に』を執筆した。
- 深沢美潮 （社友）
- 磨伸映一郎 - 「シャドウレイダーズ」「ソーシャル・トレイン」イラスト担当。漫画家。ゲームマスタリーマガジン創刊号から漫画『アナゲ超特急』を連載している。